# آوو (نام)
آوو یک نام مردانه استونیایی است. از ۱ ژانویه ۲۰۲۱، آوو دویست و بیستمین نام محبوب مردانه در استونی بود. نام آوو رایج‌ترین نام در شهرستان پولوا است که در آن ۱۲٫۱۲ نفر در هر ۱۰۰۰۰ نفر از ساکنان این شهرستان این نام را دارند.
افراد دارای نام آوو عبارتند از:
- آوو پیکوس، دوچرخه سوار
- آوو ساراپ متولد ۱۹۶۲-مربی فوتبال
- آوو سیرک (متولد ۱۹۴۵) فیزیکدان
- ایوو ال دلدر (متولد ۱۹۴۴) سیاستمدار
- ایوو پوجالا متولد ۱۹۵۷: مربی جودوکا و جودوکا